# أينا كلوتيت
أينا كلوتيت (بالإسبانية: Aina Clotet)‏ هي ممثلة ومخرجة إسبانية، ولدت يوم 23 سبتمبر 1982 في برشلونة في إسبانيا.

## روابط خارجية
- أينا كلوتيت على موقع IMDb (الإنجليزية)
- أينا كلوتيت على موقع ألو سيني (الفرنسية)
- أينا كلوتيت على موقع تيرنر كلاسيك موفيز (الإنجليزية)
- أينا كلوتيت على موقع أول موفي (الإنجليزية)
- أينا كلوتيت على موقع قاعدة بيانات الفيلم (الإنجليزية)